# BK Evraz Jekaterinenburg
Basketbolnyj kloeb Evraz Jekaterinenburg (Russisch: Баскетбольный клуб Евраз Екатеринбург) was een Russische professionele basketballclub uit Jekaterinenburg, Rusland dat uitkwam in de Russische superliga B. De officiële mascotte is een wolf.

## Geschiedenis
De club werd opgericht in 2001 als vervanger van SKA-TTG. Ze werden opgericht door de Evrazgroep. In het seizoen 2001/02 speelde het team in de Divisie B van de Russische Basketbal Super League en behaalde de tweede plaats, waarmee het een ticket voor de hoogste divisie veiligstelde. In het seizoen 2002/03 Het team behaalde de 5e plaats in de Divisie A (de beste prestatie van het team) en nam ook deel aan de FIBA European Champions Cup. Op 15 juli 2005 verzuimde Evraz de vergoeding aan de Russische basketbalbond te betalen voor het recht om deel te nemen aan het Super League Championship 2005/06. Als gevolg hiervan werd Evraz uitgesloten van de deelnemerslijst van het Russische kampioenschap en werd haar plaats in de Super League A gegeven aan Avtodor Saratov.

## Erelijst
- Landskampioen Rusland: (divisie B)
  - Tweede: 2002

## Bekende (oud)-spelers
- Igor Gratsjev
- Denis Petenev

## Bekende (oud)-coaches
- Boris Sokolovski (2002-2003)
- Aleksandr Zrjadtsjikov (2003-2004)
- - Sergej Zozoelin (2004-2005)